# 22519 Gerardklein
22519 Gerardklein (tên chỉ định: 1998 EC2) là một tiểu hành tinh vành đai chính. Nó được khám phá thông qua Khảo sát tiểu hành tinh OCA-DLR ở Caussols, Alpes-Maritimes, Pháp, ngày 2 tháng 3 năm 1998. Nó được đặt theo tên Gérard Klein, a French film và television actor.